# Stromatella
Stromatella bermudana — вид грибів, що належить до монотипового роду Stromatella.